# Studená
Studená är en ort i Tjeckien.   Den ligger i distriktet Jindřichův Hradec och regionen Södra Böhmen, i den centrala delen av landet, 120 km sydost om huvudstaden Prag. Studená ligger 624 meter över havet och antalet invånare är 2 464.
Terrängen runt Studená är huvudsakligen platt, men åt sydost är den kuperad. Runt Studená är det ganska glesbefolkat, med 27 invånare per kvadratkilometer. Närmaste större samhälle är Dačice, 15,9 km sydost om Studená. I omgivningarna runt Studená växer i huvudsak blandskog.